# Campionati mondiali di judo 2007
I Campionati mondiali di judo 2007 si sono svolti presso l'Arena olimpica di Rio de Janeiro (Brasile) dal 13 al 16 settembre 2007.

## Risultati

### Uomini
| Evento        | Oro                 | Argento            | Bronzo                                  |
| fino a 60 kg  | Ruben Houkes        | Nestor Khergian    | Ludwig Paischer Choi Min-Ho             |
| fino a 66 kg  | João Derly          | Yordanis Arencibia | Arash Miresmaeili Miklós Ungvári        |
| fino a 73 kg  | Wang Ki-Chun        | Elnur Mammadli     | Yusuke Kanamaru Rasul Bokiev            |
| fino a 81 kg  | Tiago Camilo        | Anthony Rodriguez  | Guillaume Elmont Euan Burton            |
| fino a 90 kg  | Irak'li Tsirek'idze | Īlias Īliadīs      | Roberto Meloni Ivan Pershin             |
| fino a 100 kg | Luciano Corrêa      | Peter Cousins      | Dániel Hadfi Oreidis Despaigne          |
| oltre 100 kg  | Teddy Riner         | Tamerlan Tmenov    | Lasha Gujejiani Joao Gabriel Schlittler |
| Open          | Yasuyuki Muneta     | Juri Rybak         | Matthieu Bataille Abdullo Tangriev      |

### Donne
| Evento       | Oro              | Argento          | Bronzo                                 |
| fino a 48 kg | Ryoko Tani       | Yanet Bermoy     | Frédérique Jossinet Alina Dumitru      |
| fino a 52 kg | Shi Junjie       | Telma Monteiro   | An Kum Ae Yuka Nishida                 |
| fino a 57 kg | Kye Sun-Hui      | Isabel Fernández | Aiko Sato Bernadett Baczkó             |
| fino a 63 kg | Driulis González | Lucie Décosse    | Elisabeth Willeboordse Ayumi Tanimoto  |
| fino a 70 kg | Gévrise Émane    | Ronda Rousey     | Ylenia Scapin Anett Mészáros           |
| fino a 78 kg | Yurisel Laborde  | Sae Nakazawa     | Stéphanie Possamaï Jeong Gyeong-Mi     |
| oltre 78 kg  | Tong Wen         | Maki Tsukada     | Sandra Köppen Carola Uilenhoed         |
| Open         | Maki Tsukada     | Lucija Polavder  | Anne-Sophie Mondière Elena Ivashchenko |

### Medagliere
| Posizione | Paese          | Oro | Argento | Bronzo | Totale |
| --------- | -------------- | --- | ------- | ------ | ------ |
| 1         | Giappone       | 3   | 2       | 4      | 9      |
| 2         | Brasile        | 3   | 0       | 1      | 4      |
| 3         | Francia        | 2   | 2       | 4      | 8      |
| 4         | Cuba           | 2   | 2       | 1      | 5      |
| 5         | Cina           | 2   | 0       | 0      | 2      |
| 6         | Georgia        | 1   | 1       | 1      | 3      |
| 7         | Paesi Bassi    | 1   | 0       | 3      | 4      |
| 8         | Corea del Sud  | 1   | 0       | 2      | 3      |
| 9         | Corea del Nord | 1   | 0       | 1      | 2      |
| 10        | Russia         | 0   | 1       | 2      | 3      |
| 11        | Regno Unito    | 0   | 1       | 1      | 2      |
| 12        | Azerbaigian    | 0   | 1       | 0      | 1      |
| 12        | Bielorussia    | 0   | 1       | 0      | 1      |
| 12        | Grecia         | 0   | 1       | 0      | 1      |
| 12        | Portogallo     | 0   | 1       | 0      | 1      |
| 12        | Slovenia       | 0   | 1       | 0      | 1      |
| 12        | Spagna         | 0   | 1       | 0      | 1      |
| 12        | Stati Uniti    | 0   | 1       | 0      | 1      |
| 19        | Ungheria       | 0   | 0       | 4      | 4      |
| 20        | Italia         | 0   | 0       | 2      | 2      |
| 21        | Austria        | 0   | 0       | 1      | 1      |
| 21        | Germania       | 0   | 0       | 1      | 1      |
| 21        | Iran           | 0   | 0       | 1      | 1      |
| 21        | Romania        | 0   | 0       | 1      | 1      |
| 21        | Tagikistan     | 0   | 0       | 1      | 1      |
| 21        | Uzbekistan     | 0   | 0       | 1      | 1      |
| Totale    | Totale         | 16  | 16      | 32     | 64     |